# Siderostigma
Siderostigma é um gênero de traça pertencente à família Lecithoceridae.

## Espécies
- Siderostigma symbolica Gozmány, 1973
- Siderostigma triatoma Gozmány, 1978